# ポート・コロンバス国際空港
ポート・コロンバス国際空港（ポート・コロンバスこくさいくうこう、英: Port Columbus International Airport、IATA：CMHは、アメリカ合衆国オハイオ州コロンバスにある国際空港である。コロンバス市のダウンタウンから10km東に立地している。
公式名称は2016年に「John Glenn Columbus International Airport」に変更された。

## 概要
空港コードの「CMH」は、開港時の名称Columbus Municipal Hangarから来ている。オハイオ州の空港ではクリーブランド・ホプキンス国際空港に次いで2番目に利用者が多い。
旧アメリカウエスト航空が2003年まで本空港をハブ空港として運用していた。また2007年から1年間、旧スカイバス航空のハブ空港だった。
本空港は、地元の芸術品を多く展示していることでも知られており、子供たちの絵画その他の寄贈品などがある。コンコースBへのセキュリティチェックポイントのすぐ前に設置されているBrushstrokes in Flightと名づけられた彫像（ロイ・リヒテンシュタイン製作）が一番知られている。

## 歴史
1929年7月8日開港。Transcontinental Air Transport社が計画したニューヨークからロスアンゼルスまでの大陸を鉄道と航空路で横断するルートのうち、東側の空路の起点だった。場所の選定にはチャールズ・リンドバーグが関わっていた。
ニューヨークからの旅客は、ペンシルバニア鉄道の豪華な夜行急行でコロンバスまで移動し、コロンバスからオクラホマ州ウェイノカまで空路で、ウェイノカからニューメキシコ州クローヴィスまで再び鉄道で、最後にクロービスからロスアンゼルスまで空路で移動をした。当初の空港のターミナルビルや格納庫は今でも存在し利用されている。かつてのターミナルビルはリニューアルされてレンタルオフィスとして用いられ、当初の格納庫は今でも空港の業務に用いられている。
1939年まで本空港には1日当たり14便が就航していた。このうちの10便は大陸横断および西部航空（トランス・ワールド航空の前身）であり、残りの4便はアメリカン航空の便であった。トランスワールド航空の平均旅客数は、このころ1日当たり21人であった。13年後の1952年には、東西に伸びる滑走路は4,500フィートから8,000フィートに延伸され、当時中西部で最も長い滑走路となった。
開港50周年にあたる1979年には、7,000万ドルを費やして施設の改修が完成した。この改修で、空港の対応可能な便数は1日当たり250便に拡大し、それぞれのゲートに直接航空機に搭乗可能なジェットウェイが設置された。10年後の1989年、1,550万ドルを要した7つのゲートを備える2つ目のコンコースが完成し、USエアウェイズに独占的に使用された。第3のコンコースは1995年に完成し、現在ではコンコースCとされている。
1998年から2000年にかけて、相次いで空港の拡張および改修プロジェクトが完成した。この中には1998年に行われた店舗の追加や、新しいフライト・インフォメーションのディスプレイの導入、照明の強化、床面の改善、新しいフード・コートの設置などの2500万ドルをかけたターミナルの改修が含まれている。
またネットジェッツ社向けの新しい格納庫やオフィススペースが1999年に完成した。9,200万ドルをかけた新しいパーキングガレージや、地下からのターミナル入り口、レンタカー設備、地上交通機関のためのスペース、2階層8車線のターミナルへのアクセス道路、新しいアトリウムやエントランスが2000年に完成した。2004年4月25日には、195フィートの高さの新しい管制塔がはじめて業務を開始し、2025年までに予定されている施設整備の第一歩となった。
2006年、ジェットブルー航空がニューヨーク・ボストン便に就航した。2007年には旧スカイバス航空就航した。

## 施設
空港の敷地面積は875haである。旅客ターミナルにはA、B、C、3つのコンコースがある。Aには7基の搭乗口がある。Bには16基の搭乗口がある。Cには11基の搭乗口がある。各コンコースごとにセキュリティゲートが別途設けられており、別個のエリアとして管理されている。
ネットジェッツ社の運航本部が空港内にある。またリパブリック航空の整備場と乗務員センターも立地している。

## 就航航空会社
最初に就航した主要航空会社はトランスワールド航空（TWA）であった。TWAは70年に渡ってコロンバスで運航を続けた。TWAは特定の旅客に対するクラブを2000年まで提供したが、経営危機のため、ゲートやクラブ施設はアメリカウエスト航空に引き継がれた。
現在はサウスウエスト航空とアメリカン航空、デルタ航空の利用者が上位を占めている。
| 航空会社                   | 就航地 | Refs   |
| -------------------------- | --- | ------ |
| アラスカ航空               | シアトル (2019年3月7日から) | [ 4 ]  |
| アメリカン航空             | シャーロット、シカゴ/ORD (2019年2月14日から), ダラス/フォートワース、ロサンゼルス/LAX、フェニックス | [ 5 ]  |
| アメリカン・イーグル       | シャーロット、シカゴ/ORD、マイアミ、ニューヨーク/JFK、ニューヨーク/LGA、フィラデルフィア、ワシントン/ナショナル | [ 5 ]  |
| デルタ航空                 | アトランタ、ロサンゼルス/LAX、ミネアポリス=セントポール、ソルトレイクシティ (2019年6月19日から) 季節運航: カンクン | [ 7 ]  |
| デルタ・コネクション       | ボストン、デトロイト、ミネアポリス=セントポール、ニューヨーク/JFK、ニューヨーク/LGA、ローリー 季節運航: フォートマイヤーズ、マイアミ、オーランド | [ 7 ]  |
| フロンティア航空           | デンバー、オーランド 季節運航: オースティン、ローリー (2019年4月30日から)、サンアントニオ、ウエスト・パームビーチ | [ 8 ]  |
| サウスウエスト航空         | アトランタ、ボルチモア、ボストン、シカゴ/MDW, ダラス/ラブフィールド、デンバー, フォートローダーデール、フォートマイヤーズ、ヒューストン/ホビー、ラスベガス、ナッシュビル、オーランド、フェニックス、セントルイス、タンパ、ワシントンl 季節運航: カンクン、オークランド | [ 9 ]  |
| スピリット航空             | フォートローダーデール、ラスベガス、オーランド 季節運航: フォートマイヤーズ、マートルビーチ、ニューオーリンズ、タンパ | [ 10 ] |
| ユナイテッド航空           | シカゴ/ORD、サンフランシスコ (2019年6月7日から) 季節運航: デンバー | [ 12 ] |
| ユナイテッド・エクスプレス | シカゴ/ORD、デンバー、ヒューストン/インターコンチネンタル、ニューアーク、ワシントン/ダレス | [ 12 ] |
| バケーション・エクスプレス | 季節チャーター運航 カンクン、プンタカナ | [ 13 ] |
| エア・カナダ・エクスプレス | トロント | [ 14 ] |

## 交通機関
ポート・コロンバス空港と他のエリアを結ぶ公共交通機関には、バスおよびシャトルバス、タクシーなどがあるが、あまり多くは利用されていない。自家用車の利用か、旅行者の場合には、レンタカーの利用が一般。

### バス
本空港は、セントラル・オハイオ・トランジット・オーソリティ（COTA）のバスによってアクセスすることも可能である。COTAのバス路線は2つあり、他のバス路線と連絡する市域を横断するバスと、オハイオ州立大学からの路線である。前者は1日数本あり、後者は各4半期の最初と最後の週のみ運航する。
| 番号 | 路線名      | カバーするエリア |
| ---- | ----------- | ---------------- |
| 52   | OSU-Airport | オハイオ州立大学 |
| 92   | James Road  | コロンバス市東部 |

### タクシー
空港発のタクシーは、ダレス・エアポート・タクシーが取扱っている。

### シャトル・サービス
シャトル・サービスは、コロンバス市ダウンタウンへの路線（20分ごと）その他が用意されている。

### 道路
空港は、2つの州間高速道路（270号線（北東側）および670号線（西側））に面していることから、車でのアクセスが容易である。主な空港接続道路は、670号線に直接接続しているInternational Gatewayであり、空港へのアクセスはシンプルなものとなっている。

## 今後の拡張計画

### 大規模改修プログラム
2005年に、コロンバス地域航空局は、「Progress is Building」と呼ばれる本空港の大規模改修プログラムの詳細を明らかにした。このプログラムには利用者へのサービスや便宜の向上とともに、旅客取扱量の増加を可能とするいくつかの要素が含まれている。このプログラムのための費用は、空港債券、資本準備金、利用者の施設利用料、FAAによる空港改善プログラム補助金その他の連邦基金などでまかなわれ、地元の税金の支出はなされていない。プロジェクトの重点項目は以下からなる。

#### 現ターミナルの容量の最大化
予想される旅客数の増加に対応するために、現在のターミナルは、新しい施設が建設されるまで利用可能とすることで、その容量を最大化する。このための改良には、セキュリティ・チェックポイントの拡張や、洗面所の増設、荷物処理システムの増強、店舗スペースの追加、インターナショナル・ゲートウェイ（空港接続道路）のインターチェンジの改良などが含まれる。容量改良工事は2005年に始まり、現在も進行中で2012年に完成することが予定されている。

#### 空港へのアクセス道路の効率化
旅客数が増加した際にも、よりよい旅客へ交通手段を提供するために、空港接続道路であるインターナショナル・ゲートウェイと、ステルツァー通りの立体交差化を含めた改良工事が予定されている。これにより、インターナショナル・ゲートウェイ上に現在ある2つの信号はなくなり、同道路は北に移されることになる。最終的な改良工事は、将来建設される新しいターミナルビルの建設のためのスペースを残すように計画されている。工事は2005年に開始され、2008年には完了することが予定されている。

#### 誘導路の追加設置
インターナショナル・ゲートウェイの移設や、他の空港改良によって、もう1つの誘導路が建設される予定である。これにより北滑走路と南滑走路の間の航空機や地上車両の地上移動がより効率的になる。新しい誘導路は現在滑走路がある西側に建設されることとなり、インターナショナル・ゲートウェイの改良工事と同じスケジュールに沿って行われる。

#### 統合レンタカー施設の設置
現行のレンタカー施設は、ターミナルに接続した旅客駐車場ビル内に設けられている。空港は現在の施設を外側に拡張し始めており、専用施設にレンタカー施設を移して新たな施設が建設されるまで現在の施設の使用を継続できるようにする。この専用施設は、空港の西側に建設され、交通量を減らし、現在と計画されている新しいターミナルのいずれからも利用可能となるように予定されている。現在のところ2012年の施設完成が計画されている。

#### 第2ターミナル・ガレージ・南側滑走路の再配置
現在のターミナルに接続する、大きな新しいターミナルは現在計画段階にある。新ターミナルは需要に対応するために順次建設されることになる。第1段階には、現在のターミナルとの連携で機能する8から10のゲートを有するターミナルが含まれるほか、ゆくゆくは現在の駐車施設を置き換えることとなる旅客用の新しい駐車施設が建設される予定である。この4年にわたるプロジェクトは、本空港で計画されている1番大きなものであるが、起工は最後になる。建設は2014年までは開始される予定とはなっていない。次第に現行のターミナルを新しいターミナルが置き換えていくことになり、2030年代に予定されている旅客数2000万人到達の際には、最終的に75のゲートを有するものとなる予定である。計画されているターミナルの建設用地を確保し、将来のフライト数の増加に備えるために、南滑走路は現在の位置から700フィート南に2012年までに移設することが予定されている。